# ریکا سالینتال
ریکا سالینتال (انگلیسی: Riikka Sallinen؛ زادهٔ ۱۲ ژوئن ۱۹۷۳) بازیکن هاکی روی یخ اهل فنلاند است.